# بيتر إليسون
بيتر ثورب إليسون (مواليد عام 1951) هو عالم إنسان أمريكي يركز أبحاثه على علم البيئة الإنجابية البشري. أُعترف بعمله من خلال منحة زمالة غوغنهايم وعضوية الأكاديمية الوطنية للعلوم، من بين جوائز أخرى. كما شغل منصب رئيس تحرير المجلة الأمريكية لعلم الأحياء البشري والمجلة الأمريكية للأنثروبولوجيا الفيزيائية ومحررًا لمراجعة السنوية للأنثروبولوجيا.

## النشأة والتعليم
ولد بيتر ثورب إليسون في عام 1951 لوالدين هما جون دبليو إليسون، وهو قس أسقفي، وماري المولودة بإسم ثورب. التحق في البداية بكلية سانت جون في أنابوليس بولاية ماريلاند، حيث تخصص في البداية في العلوم الإنسانية. بعد قراءة كتاب داروين "أصل الأنواع"، أصبح أكثر اهتمامًا بعلم الأحياء وانتقل إلى جامعة فيرمونت، حيث أنهى دراسته الجامعية في عام 1975. تخرج من جامعة ماساتشوستس بدرجة الماجستير في عام 1980. وواصل دراسته في جامعة هارفارد للحصول على درجة الدكتوراه.

## الحياة المهنية
يبحث بيتر إليسون في كيفية تفاعل الجهاز التناسلي البشري مع العوامل الخارجية، وهو مجال يعرف باسم علم بيئة التكاثر البشري. بعد الانتهاء من درجة الدكتوراه، قبل إليسون منصبًا في عام 1983 للبقاء في جامعة هارفارد، حيث يعمل حاليًا. وقد شغل منصب رئيس قسم الأنثروبولوجيا وعميد كلية الدراسات العليا للفنون والعلوم في فترات مختلفة.
كان إليسون رئيس التحرير لعدة مجلات أكاديمية، بما في ذلك "المجلة الأمريكية لعلم الأحياء البشري"، و"المراجعة السنوية للأنثروبولوجيا"، و"المجلة الأمريكية للأنثروبولوجيا الفيزيائية". قام بتأليف أو تحرير العديد من الكتب، بما في ذلك "علم بيئة التكاثر والتطور البشري" (2001)، "في أرض الخصوبة" (2001)، و"علم الغدد الصماء للعلاقات الاجتماعية" (2009).

## الجوائز والتكريمات
حصل بيتر إليسون في عام 1998، على زمالة غوغنهايم لأبحاثه، ُنتخب عضوًا في الأكاديمية الوطنية للعلوم في عام 2006. وفي عام 2019، حصل على جائزة فرانز بواس للإنجازات مدى الحياة من جمعية البيولوجيا البشرية. كما أنه زميل في الجمعية الأمريكية لتقدم العلوم.

## الحياة الشخصية
زوجته، بريسيلا "بيبي" ني ليندسي، التحقت أيضًا بكلية سانت جونز، حيث التقيا كطلاب جدد. تزوجا في سن 21 وكلاهما انتقل إلى جامعة فيرمونت.